# Idriz Gjilani
Mullah Idriz Gjilani (geb. 4. Juni 1901 in Velekinca/Idrizaj bei Gjilan, Vilâyet Kosovo, Osmanisches Reich, gest. 25. oder 26. November 1949 ebenda) war ein albanischer Patriot, moslemischer Prediger (Militärimam), Meisterredner und Freiheitskämpfer. Er gilt als albanischer Nationalheld und neben Gjergj Fishta als einer der religiösen Vordenker der albanischen Nationalbewegung Rilindja.
Idriz Gjilani entstammte einer Familie, die seit Jahrhunderten seine Geburtsregion besiedelte und dem Ort Gjilan ihren Namen gab. Er erhielt seine religiöse Ausbildung in Gjilan, seine ersten Lehrstunden in Cernica und schloss dort 1911 ab, um seine Hochschulausbildung in der Medrese „Atik“ in Gjilan fortzusetzen. Er brach zunächst aus familiären Gründen ab und machte erst im Jahre 1926 sein Abitur. Mit 25 Jahren wurde er Imam mit dem Titel Mullah und diente in den moslemischen Gemeinden von Karadak und Hogosht bei Kamenica. 1937 gründete er die Organisation Drita („Licht“). Im Jahre 1941 wurde er Ulema in der Islamischen Versammlung des Vakëf von Skopje. In den Jahren vor und während des Zweiten Weltkrieges übte er großen Einfluss im südöstlichen Kosovo aus, und sein Name wurde im ganzen Königreich Jugoslawien bekannt. Er engagierte sich unter anderem für den Bau von Straßen und Brücken. Auf seine Initiative hin wurden in der Region Gjilan zudem 37 religiöse Schulen geschaffen.
Im August 1943 leitete er eine Parlamentsfraktion im italienisch besetzten Königreich Albanien und kämpfte gegen bulgarische und serbische Partisanen im Kosovo, um das von den Achsenmächten erschaffene Großalbanien zu schützen.
Als im Frühjahr 1944 die kommunistische jugoslawische Befreiungsarmee den Kosovo übernahm, musste Mullah Idriz Gjilani in den Untergrund gehen, wurde allerdings von Agenten des jugoslawischen Geheimdienstes gefangen genommen und ermordet.